# Acer coriaceifolium
Acer coriaceifolium — вид квіткових рослин з родини сапіндових (Sapindaceae).

## Опис

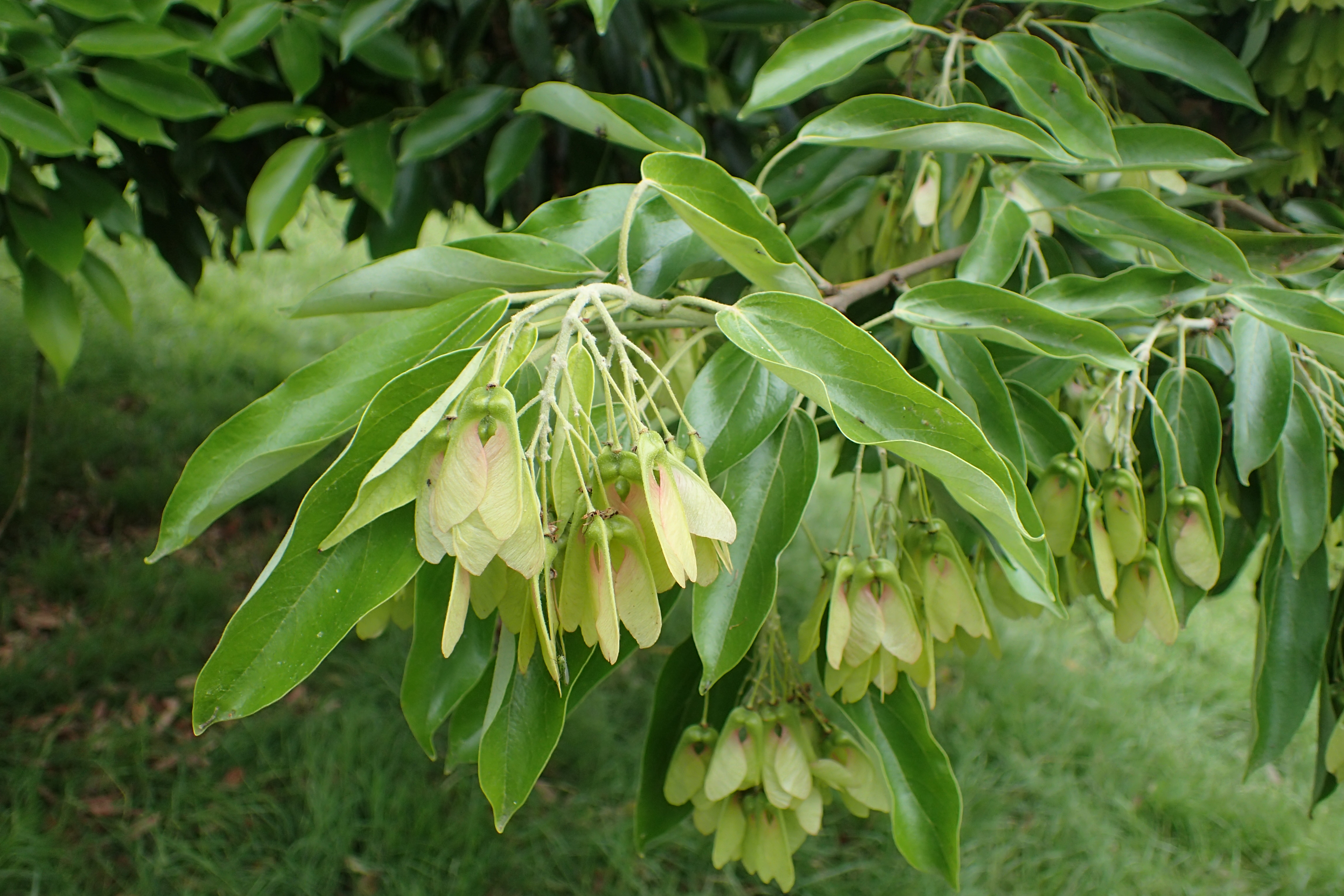

Це дерево до 15 метрів заввишки. Кора чорно-сіра чи чорно-бура; сочевички яйцюваті або видовжено-яйцюваті. Листки стійкі: ніжка 1.5–3 см, тонка, запушена; листкова пластинка абаксіально (низ) блідо-зелена й волохата але у зрілому віці менше, адаксіально темно-зелена й гола, яйцювато-довгаста чи рідко ланцетна, 8–12 × 2.5–5 см, основа широко-клиноподібна, клиноподібна чи рідше тупа, край цілісний, верхівка загострена. Суцвіття верхівкове, щиткоподібне. Чашолистків 5, світло-зелені, довгасті, ≈ 4 мм. Пелюсток 5, світло-жовті, обернено-яйцюваті, ≈ довжини чашолистків. Тичинок 8, довші за пелюстки. Плоди коричнево-жовті, в молодості запушені, зрілі — злегка; горішки сильно опуклі, ≈ 7 × 6 мм; крило з горішком 28–35 × ≈ 7 мм, крила тупо або гостро розправлені. Квітне у березні, плодить у серпні.

## Поширення
Вид є ендеміком південно-центрального й південно-східного Китаю: пд. Аньхой, Фуцзянь, Гуандун, пн. Гуансі, Гуйчжоу, Хубей, Хунань, Цзянсу, Цзянсі, пд.-сх. Сичуань, Чжецзян.
Населяє ліси; на висотах від 1500 до 2500 метрів.

## Використання
Використовується як вуличне дерево в Юньнані.